# Domps
Domps (Doms en occitan) est une commune française située dans le département de la Haute-Vienne, en région Nouvelle-Aquitaine.
Ses habitants s'appellent les Dompsois et les Dompsoises.

## Géographie

### Localisation
La commune est limitrophe du département de la Corrèze.

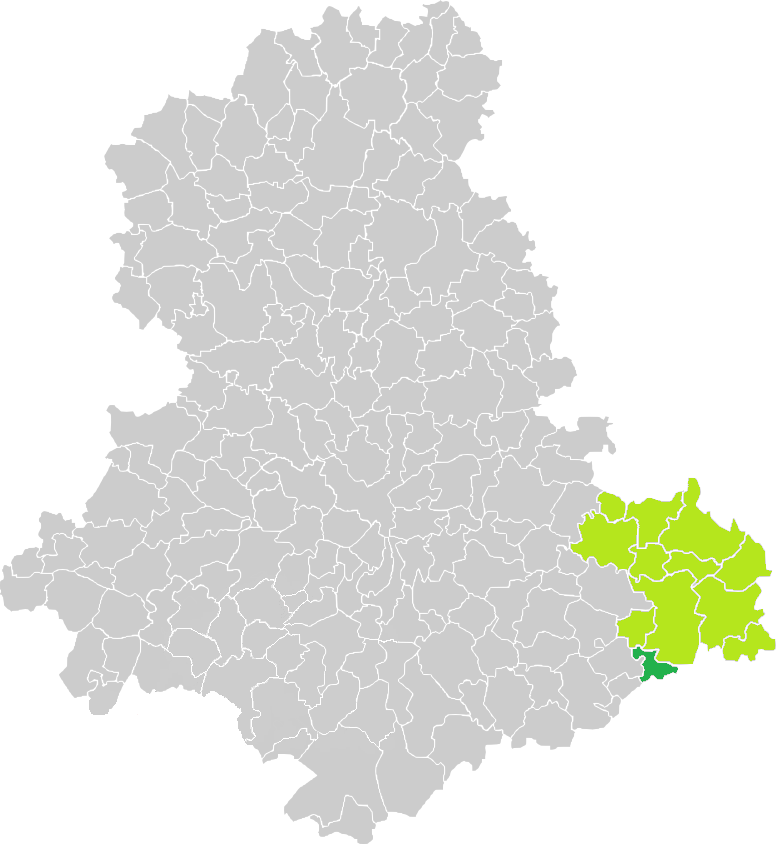
Situation de la commune de Domps en Haute-Vienne.

### Communes limitrophes
| Sainte-Anne-Saint-Priest | EYMOUTIERS          |                   |
| Sussac                   | Domps               | L'Eglise-aux-Bois |
| Saint-Gilles-les-Forêts  | Chamberet (Corrèze) |                   |

### Relief et hydrographie
Domps est située sur les contreforts occidentaux du Massif central, et en bordure occidentale du plateau de Millevaches, à l'est du massif du mont Gargan. Elle est limitrophe du département de la Corrèze.
Altitude et vallonnement sont les caractéristiques.
Hydrographie importante, nombreux ruisseaux et naissance de la Combade, affluent de la Vienne (rive gauche).

### Climat
Pour des articles plus généraux, voir Climat de la Nouvelle-Aquitaine et Climat de la Haute-Vienne.
Historiquement, la commune est exposée à un climat de montagne.  
En 2020, Météo-France publie une typologie des climats de la France métropolitaine dans laquelle la commune est toujours exposée à un climat de montagne et est dans la région climatique  Ouest et nord-ouest du Massif Central, caractérisée par une pluviométrie annuelle de 900 à 1 500 mm, maximale en automne et en hiver.
Pour la période 1971-2000, la température annuelle moyenne est de 10 °C, avec une amplitude thermique annuelle de 14,8 °C. Le cumul annuel moyen de précipitations est de 1 386 mm, avec 14,1 jours de précipitations en janvier et 8,8 jours en juillet. Pour la période 1991-2020, la température moyenne annuelle observée sur la station météorologique la plus proche, située sur la commune d'Eymoutiers à 9,16 km à vol d'oiseau, est de 11,4 °C et le cumul annuel moyen de précipitations est de 1 170,3 mm,. Pour l'avenir, les paramètres climatiques de la commune estimés pour 2050 selon différents scénarios d'émission de gaz à effet de serre sont consultables sur un site dédié publié par Météo-France en novembre 2022.

## Urbanisme

### Typologie
Au 1er janvier 2024, Domps est catégorisée commune rurale à habitat très dispersé, selon la nouvelle grille communale de densité à sept niveaux définie par l'Insee en 2022.
Elle est située hors unité urbaine et hors attraction des villes,.

### Occupation des sols
L'occupation des sols de la commune, telle qu'elle ressort de la base de données européenne d’occupation biophysique des sols Corine Land Cover (CLC), est marquée par l'importance des territoires agricoles (56,6 % en 2018), en diminution par rapport à 1990 (58,5 %). La répartition détaillée en 2018 est la suivante : 
forêts (40,9 %), prairies (31,2 %), zones agricoles hétérogènes (18,3 %), terres arables (7 %), milieux à végétation arbustive et/ou herbacée (2,5 %). L'évolution de l’occupation des sols de la commune et de ses infrastructures peut être observée sur les différentes représentations cartographiques du territoire : la carte de Cassini (XVIIIe siècle), la carte d'état-major (1820-1866) et les cartes ou photos aériennes de l'IGN pour la période actuelle (1950 à aujourd'hui).

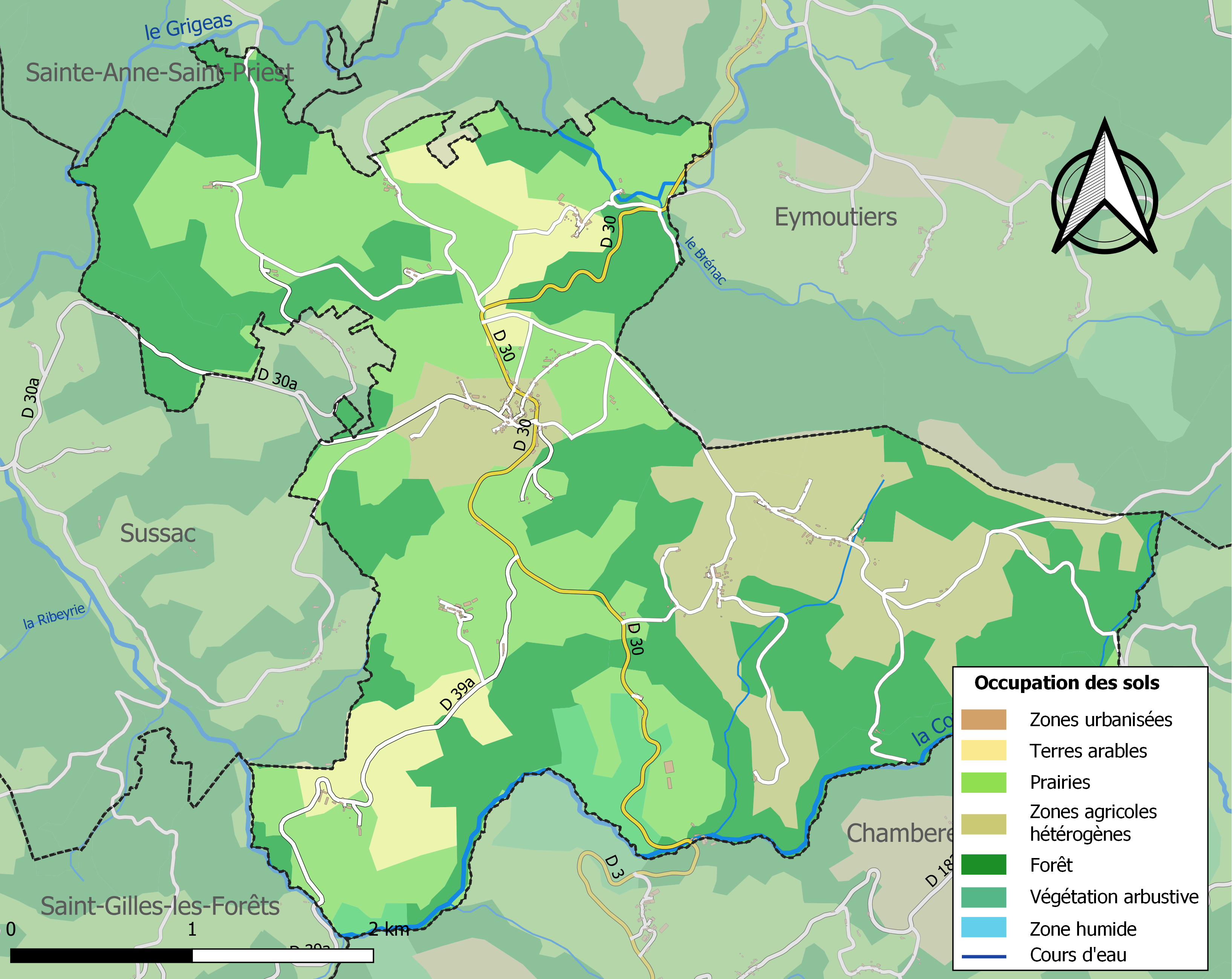
Carte des infrastructures et de l'occupation des sols de la commune en 2018 (CLC).

### Risques majeurs
Le territoire de la commune de Domps est vulnérable à différents aléas naturels : météorologiques (tempête, orage, neige, grand froid, canicule ou sécheresse) et séisme (sismicité très faible). Il est également exposé à un risque particulier : le risque de radon. Un site publié par le BRGM permet d'évaluer simplement et rapidement les risques d'un bien localisé soit par son adresse soit par le numéro de sa parcelle.

#### Risques naturels

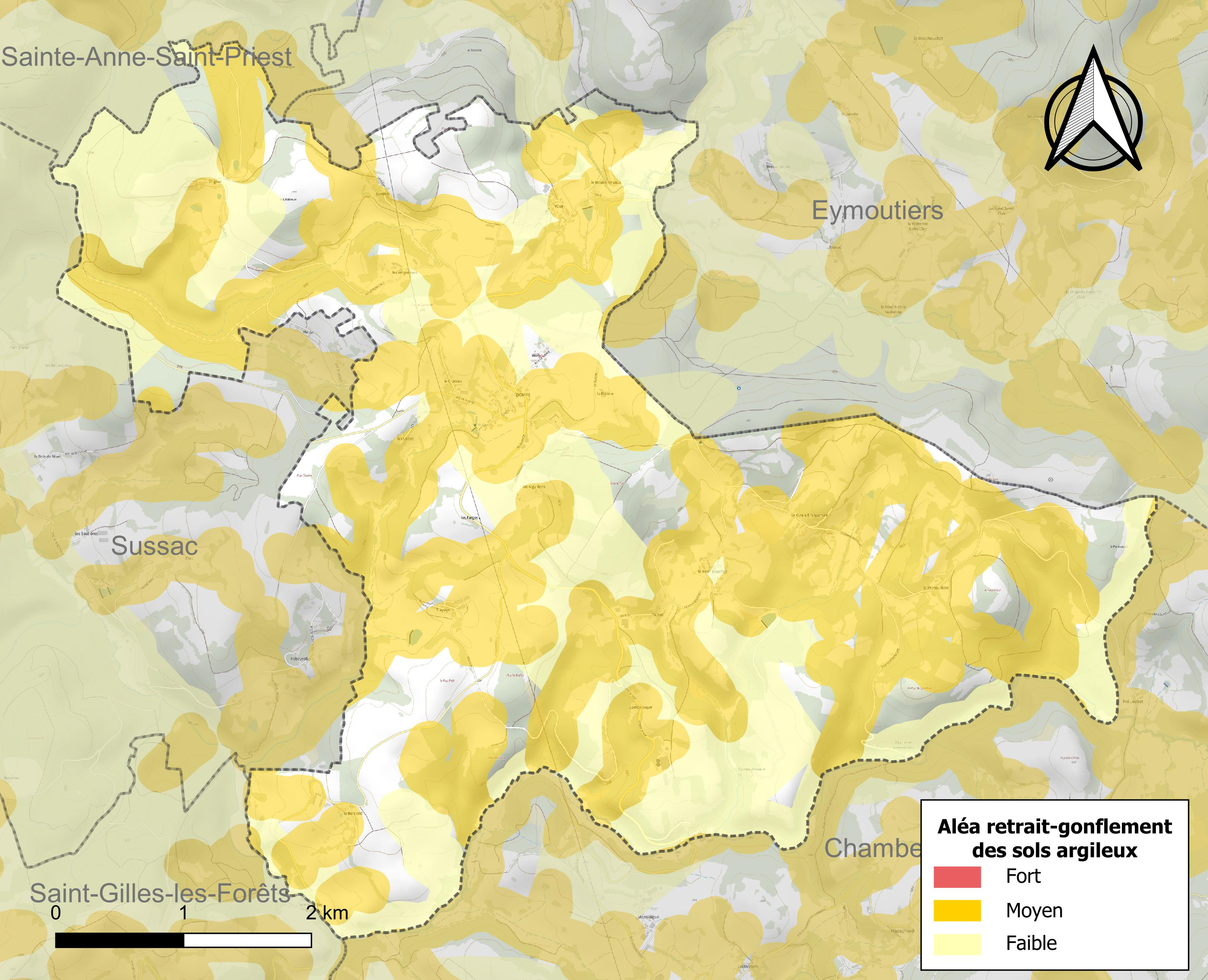
Carte des zones d'aléa retrait-gonflement des sols argileux de Domps.

Le retrait-gonflement des sols argileux est susceptible d'engendrer des dommages importants aux bâtiments en cas d’alternance de périodes de sécheresse et de pluie. 56,9 % de la superficie communale est en aléa moyen ou fort (27 % au niveau départemental et 48,5 % au niveau national métropolitain). Depuis le 1er octobre 2020, en application de la loi ÉLAN, différentes contraintes s'imposent aux vendeurs, maîtres d'ouvrages ou constructeurs de biens situés dans une zone classée en aléa moyen ou fort,.
La commune a été reconnue en état de catastrophe naturelle au titre des dommages causés par les inondations et coulées de boue survenues en 1982 et 1999 et par des mouvements de terrain en 1999.

#### Risque particulier
Dans plusieurs parties du territoire national, le radon, accumulé dans certains logements ou autres locaux, peut constituer une source significative d’exposition de la population aux rayonnements ionisants. Selon la classification de 2018, la commune de Domps est classée en zone 3, à savoir zone à potentiel radon significatif.

## Toponymie
Le nom pouvant provenir de « dôme » donne l'image – bien réelle – d'un relief montueux (il s'agit de la même racine, celtique, que dans Puy-de-Dôme). Reste l'hypothèse : contraction du latin domus Psalmus : la maison de Psalmet. « Le » problème, c'est le P. Au XVIIIe siècle, on écrivait DONT, sans prononcer le T, donc pas de Psalmus ! On peut aussi imaginer un rapport avec la racine celtique "dunon" (d'où provient le mot donjon), qui désignait une forteresse. Dans ce cas, quelle serait la forteresse ? le relief montueux en lui-même ?

## Histoire
Pendant longtemps, la tradition a évoqué des traces de constructions gallo-romaines, jamais confirmées par l'archéologie, entre le bourg et le moulin du Roc.
Domps naît avec l'ermite saint Psalmet (VIIe siècle, période mérovingienne). La légende de ce saint irlandais est particulièrement imagée et sympathique. Si l'on s'approche de la chapelle édifiée dans les bois avoisinant le village de Grigeas (un hameau aujourd'hui), on comprendra ce que veut dire « se retirer du monde. » Et pourtant, il ne faut pas imaginer la vie des ermites du haut Moyen Âge comme une solitude absolue. Leurs bienfaits attiraient une foule de condisciples ou de pèlerins, ce qui est le cas de Saint-Léonard plus à l'ouest. Psalmet a également un lien avec Eymoutiers à une dizaine de kilomètres de là, où ses reliques furent conservées. Mais, historiquement, le village de Domps n'est attesté qu'en 1154 (première mention d'une église paroissiale). Cette dernière fut restaurée en 1487 : serait-ce une conséquence des ravages de la guerre de Cent Ans ?
Les terres de Domps ont toujours eu pour seigneurs des ecclésiastiques, seigneurs fonciers, avec droits de justice. Droits seigneuriaux détaillés dans un acte de 1613 : en nature (froment, poules…), en argent, en corvées (réquisitions de charrettes et bœufs)… Le seigneur était collectivement le chapitre d'Eymoutiers, qui nommait le curé de Domps. Les villages du Petit et Grand Bouchet faisaient exception, ayant pour seigneur l'évêque de Limoges.
On peut découvrir grâce au recensement de 1806 que dix habitants de la commune étaient militaires (guerres napoléoniennes), mais « on ignorait s'ils étaient encore vivants, depuis plusieurs années, on n'avait aucune nouvelle ».
L'ouvrage de Joseph Dubois donne la liste des curés depuis 1692, jusqu'à 1883 ; des maires de 1800 à 1888 ; ainsi que des instituteurs et institutrices de 1849 à 1894.
Pour le XIXe siècle et le XXe siècle, se reporter à l'ouvrage de M. Theillaud.

## Politique et administration
| Période                                  | Période   | Identité      | Étiquette | Qualité                     |
| ---------------------------------------- | --------- | ------------- | --------- | --------------------------- |
| mars 2008                                | En cours  | Isabelle Gane | DVD       | Salariée du secteur médical |
| mars 2001                                | mars 2008 | Annie Lascaud |           |                             |
| Les données manquantes sont à compléter. |           |               |           |                             |

## Démographie
Données des recensements du XIXe siècle :
- 1806 : 465 hab. (dont 134 au bourg)
- 1836 : 456 hab. (133)
- 1896 : 709 hab. (229): NB l'augmentation de 253 habitants en 60 ans apparaît douteuse. Détail des principaux villages : le Grand Bouchet (150 h.), le Petit Bouchet (130 h.), Vaux (42 h, mais 77 en 1806), Excidioux (36 h.), le Roc (31 h.), la Borderie (30 h.), Grigeas (26 h.)…

L'évolution du nombre d'habitants est connue à travers les recensements de la population effectués dans la commune depuis 1793. Pour les communes de moins de 10 000 habitants, une enquête de recensement portant sur toute la population est réalisée tous les cinq ans, les populations de référence des années intermédiaires étant quant à elles estimées par interpolation ou extrapolation. Pour la commune, le premier recensement exhaustif entrant dans le cadre du nouveau dispositif a été réalisé en 2005.

En 2022, la commune comptait 99 habitants, en évolution de −18,85 % par rapport à 2016 (Haute-Vienne : −0,68 %, France hors Mayotte : +2,11 %).
| 1793 | 1800 | 1821 | 1831 | 1836 | 1841 | 1846 | 1851 | 1856 |
| ---- | ---- | ---- | ---- | ---- | ---- | ---- | ---- | ---- |
| 470  | 447  | 506  | 466  | 451  | 467  | 556  | 543  | 528  |

| 1861 | 1866 | 1872 | 1876 | 1881 | 1886 | 1891 | 1896 | 1901 |
| ---- | ---- | ---- | ---- | ---- | ---- | ---- | ---- | ---- |
| 516  | 465  | 506  | 550  | 601  | 602  | 688  | 709  | 750  |

| 1906 | 1911 | 1921 | 1926 | 1931 | 1936 | 1946 | 1954 | 1962 |
| ---- | ---- | ---- | ---- | ---- | ---- | ---- | ---- | ---- |
| 726  | 718  | 498  | 465  | 484  | 466  | 413  | 338  | 319  |

| 1968 | 1975 | 1982 | 1990 | 1999 | 2005 | 2006 | 2010 | 2015 |
| ---- | ---- | ---- | ---- | ---- | ---- | ---- | ---- | ---- |
| 274  | 223  | 210  | 172  | 144  | 146  | 146  | 122  | 124  |

| 2020 | 2022 | - | - | - | - | - | - | - |
| ---- | ---- | - | - | - | - | - | - | - |
| 101  | 99   | - | - | - | - | - | - | - |

## Lieux et monuments
- Église paroissiale Saint-Michel. Elle est inscrite à l'Inventaire général du patrimoine culturel[26].

## Pour approfondir